# Arma Christi (Album)
Arma Christi ist das Debütalbum der norwegischen Band Urgehal.

## Titelliste
1. Blood Hunt – 3:46 (Text und Musik: Trondr)
2. The Night Armageddon Comes – 8:27 (Text und Musik: Trondr)
3. Embraced by Cold – 7:21 (Text und Musik: Ensifer)
4. The Eternal Eclipse – 5:46 (Text und Musik: Trondr)
5. Conjuring the Hordes of Blasphemy – 5:31 (Text und Musik: Trondr)
6. Maatte Blodet Flomme – 4:38 (Text: Trondr; Musik: Ensifer)
7. Evocation of the Satanic Ascendancy – 6:22 (Text: Northgrove; Musik: Ensifer, Trondr)
8. Dethronation of God – 5:47 (Text: Chiron; Musik: Ensifer)

## Musikstil und Texte
Auf dem Debütalbum spielte die Band rohen, chaotischen, norwegischen Black Metal, der mit dem von Darkthrone und speziell ihrem Album Transilvanian Hunger verglichen wurde, aber auch Celtic-Frost-Einflüsse aufweist. Die Texte sind von Blasphemie, Satanismus, der Apokalypse und dem Ende der Christen und ihres Gottes.

## Kritiken
Im Tales of the Macabre wurde Arma Christi als „cooles und sehr blasphemisches Album“ bezeichnet.